# Pentatoma
Pentatoma är ett släkte av insekter. Pentatoma ingår i familjen bärfisar.
Släktet innehåller bara arten Pentatoma rufipes.

## Bildgalleri

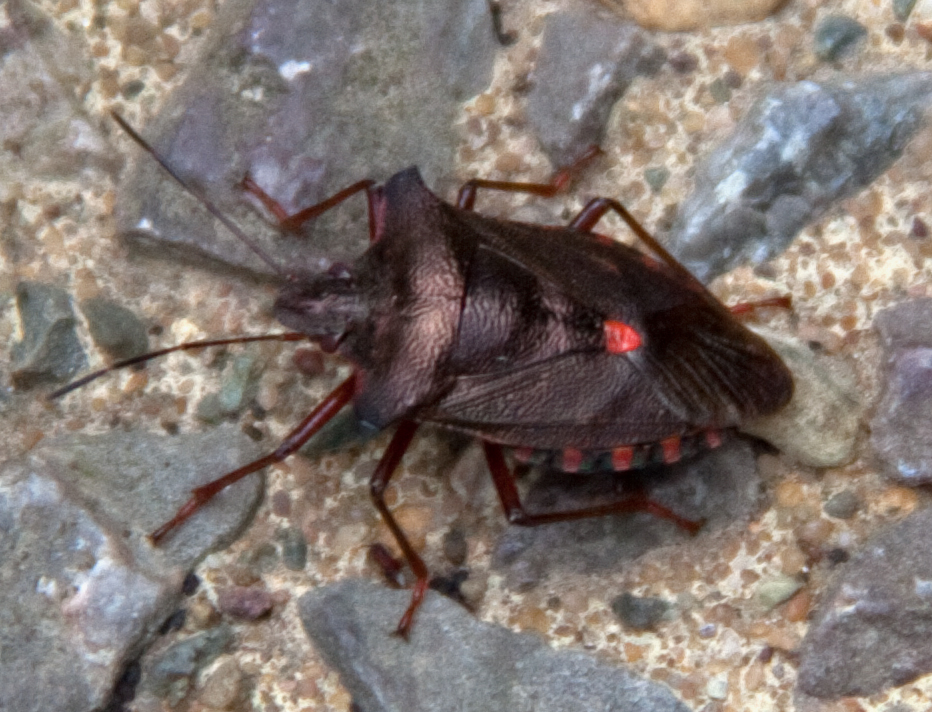
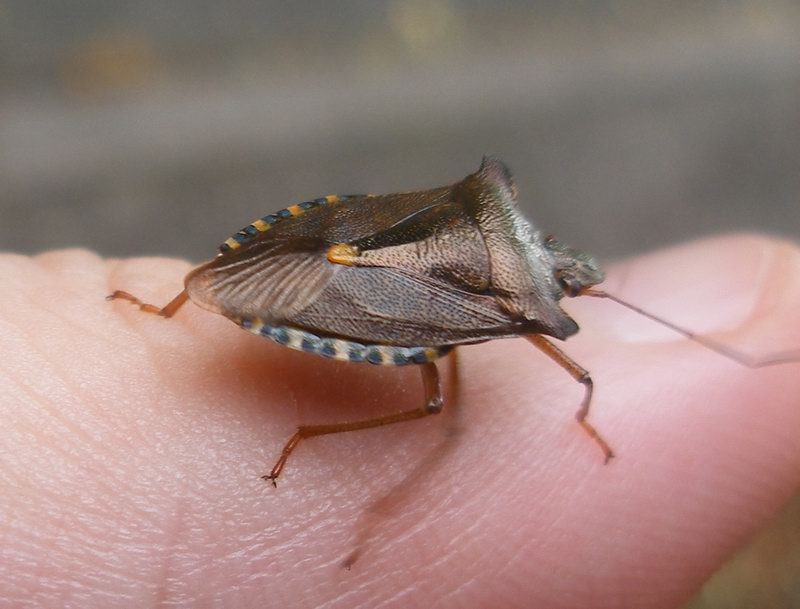
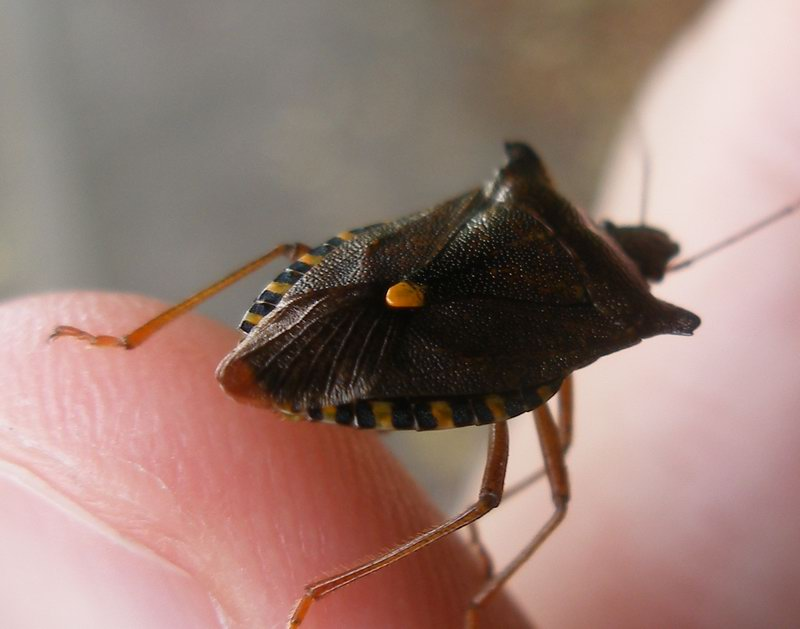
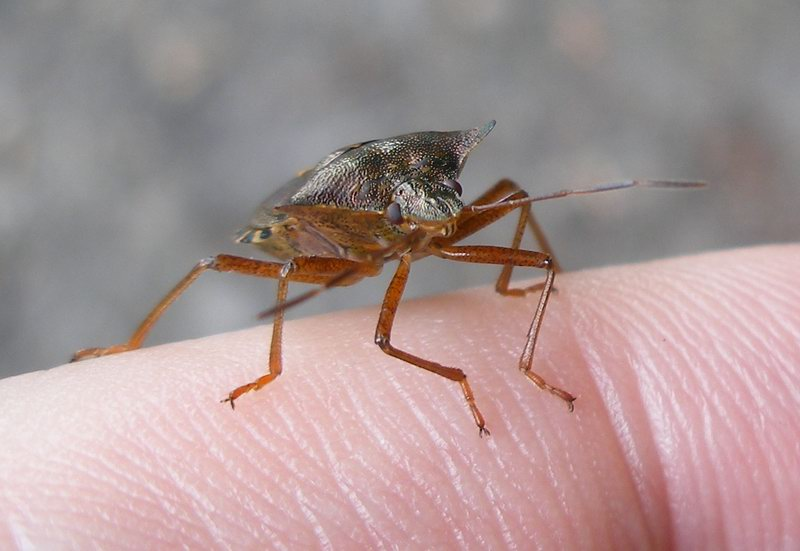
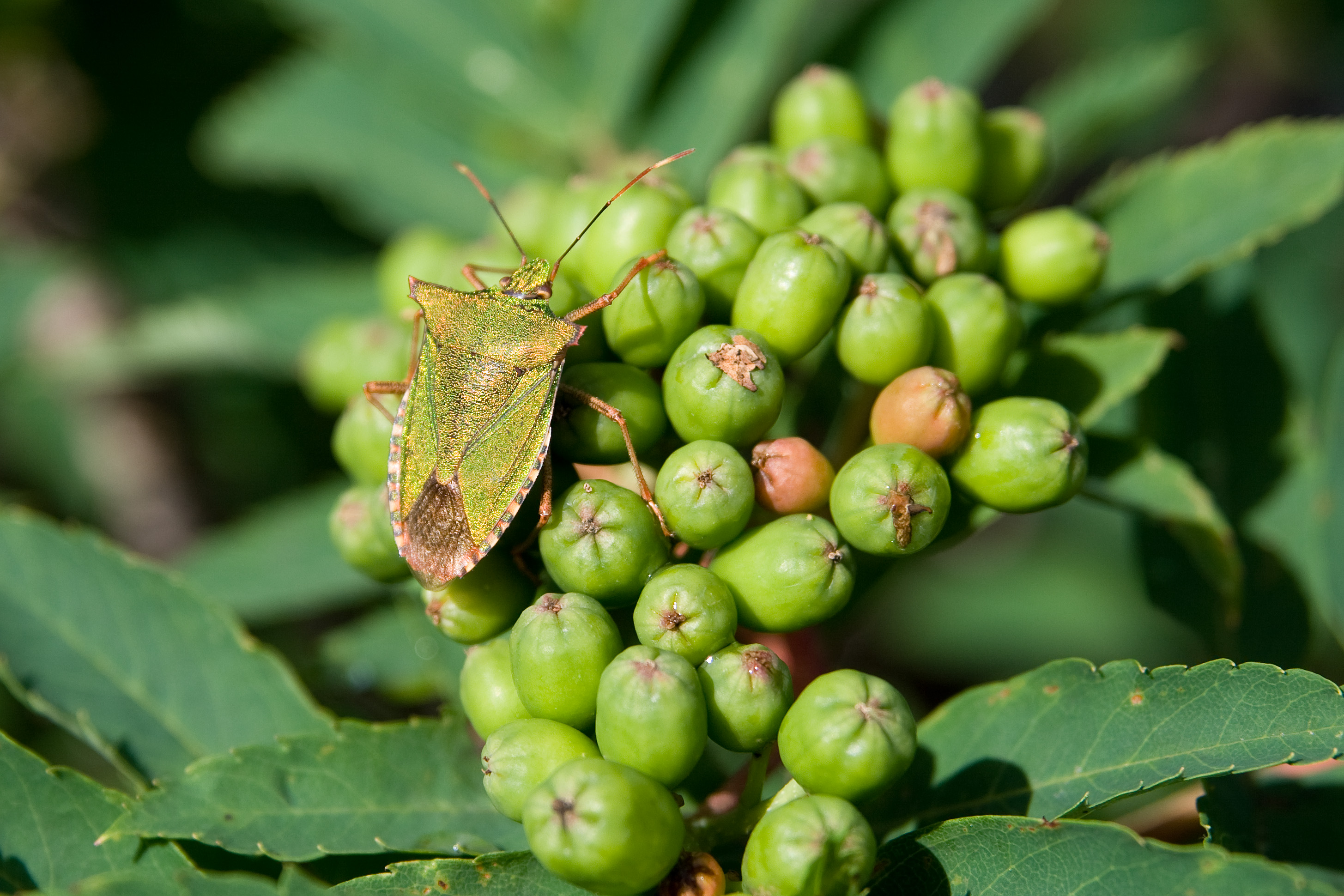
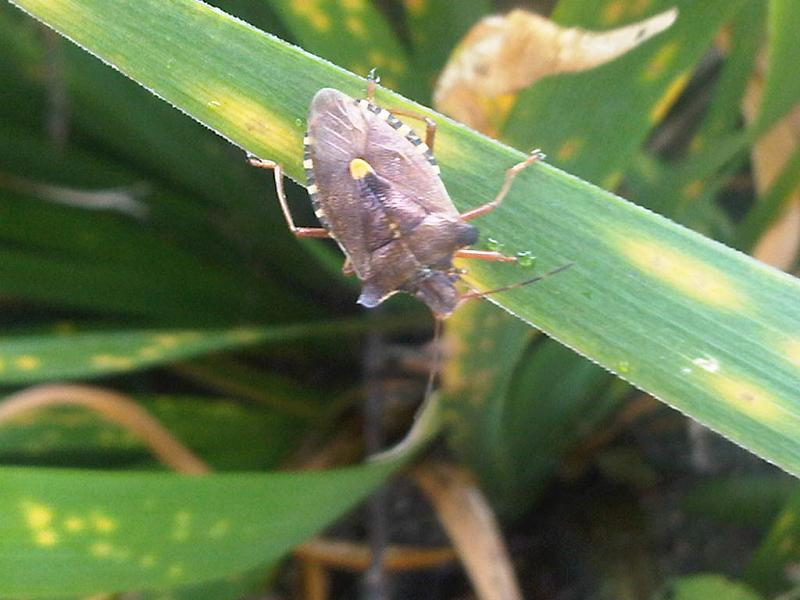